# الجان رسول‌اف
الجان رسول‌اف (ترکی آذربایجانی: Elcan Etibar oğlu Rəsulov؛ زادهٔ ۲۲ فوریهٔ ۱۹۸۷) بازیگر، مجری تلویزیون، و شومن اهل جمهوری آذربایجان است.